# 恋に恋して恋きぶん
『恋に恋して恋きぶん』（こいにこいしてこいきぶん）はTBS系列(北陸放送・テレビ山口を除く）で1987年7月14日 - 9月22日に放送されたテレビドラマ。

## ストーリー・概要
美貌のデザイナー・高桑万里（MIE）をめぐり、その恋人や友人たちが繰り広げるラブコメディ。話数カウントはNo.11。
万里と会社員・倉沢潤一（布施明）は恋人同士。しかし万里に商品デザインを依頼した元レーサー・矢島直人（西城秀樹）が万里を口説き始める。一方、万里の友人で倉沢と同じ会社で働く平野小枝子（朝加真由美）が不倫の悩みを倉沢に相談して急接近。また矢島の店で働く柴川正樹（野々村真）は、レーサーを目指す傍ら、万里の妹・朋江（藤井一子）に心を寄せるが、朋江は杉本高志（保阪尚輝）に声を掛けられる。
オープニングでは実際のオートバイレースやモトクロスの映像を使用していた。同じ木下プロ制作の『毎度おさわがせします』シリーズや『夏・体験物語』のような人気は出なかった。
本作をもって『あんたがたどこさ』以来14年続いたTBS火曜9時枠の連続ドラマは一時中断。1992年10月期の『デパート!秋物語』まで5年間のブランクが生じた。

## キャスト

### レギュラー・準レギュラー
- 高桑万里：MIE（現・未唯mie）
- 倉沢潤一：布施明
- 萩原泉：西川峰子
- 高桑朋江：藤井一子
- 安田みづき：森恵
- 柴川正樹：野々村真
- 倉沢靖子：秋山絵美
- 杉本高志：保阪尚輝（現・保阪尚希）
- 明夫：古川聡(現・古河聰)
- 修：沢田謙也（現・澤田拳也）
- 洋：佐藤吉紀（6話除く）
- 俊行：石山浩（同上）
- 小田亮治：金子研三
- 白内久美：山内絵美子
- 三郎：大谷亮介
- 幸子：木内マキ
- 千香子：吉永康子（7話除く）
- 典子：大久保美貴（同上）
- 平野小枝子：朝加真由美
- バーテン：土屋嘉男（9話除く）
- 石井光彦：長塚京三
- 矢島直人：西城秀樹

### ゲスト出演
- 第6話
  - その他：沢木リサ、木戸真美、早川みのり、高橋由実子、大滝美穂、滝本志保、水出千夏、増川容永、渡辺富雄
- 第7 - 9話
  - ヘビメタ男：ジョージ高野（当時新日本プロレス所属）
- 第7話
  - 運転手：木田三千雄
  - その他：松村彦次郎、南雲由記子、秋野陽介
- 第8話
  - その他：須永慶、朝光、松本忠明、南雲由記子
- 第9話
  - 美佐：飯田三夏
- 第10話
  - 木山：佐々木修平
  - 由紀子：土井千恵子
  - 真紀子：本名陽子
  - 秀樹：大石良太
- 第11話
  - 女子社員：石田純子
  - その他：朝光、染谷浜子、浅見純子、水出千夏、松本忠明、増田英治、渡辺富雄、寺田千夏

### エキストラ
- エンゼルプロ（第6 - 11話）
- TBS緑山塾（第7,11話）
- 劇団ひまわり（第10話）

## テーマ曲

### 主題歌
- 藤井一子「バンクショット」（徳間ジャパンコミュニケーションズ）
  - 作詞：来生えつこ、作曲：筒美京平、編曲：新川博

### 挿入歌
- 秋山絵美「太陽のアラベスク」（ファンハウス）
  - 作詞：湯川れい子、作曲：井上大輔、編曲：船山基紀
- 石井明美「JOY」（CBS・ソニー）
  - 作詞：ちあき哲也、作曲：筒美京平、編曲：戸塚修

## スタッフ
- 脚本：大石静
- 演出：楠田泰之、飯塚正彦
- プロデューサー：阿部祐三、浜井誠
- 音楽：城之内ミサ
- 協力：東通、緑山スタジオ・シティ
- 製作：TBS、木下プロダクション

| TBS系列 火曜21時台                                 | TBS系列 火曜21時台                                             | TBS系列 火曜21時台                                                               |
| 前番組                                             | 番組名                                                         | 次番組                                                                           |
| -------------------------------------------------- | -------------------------------------------------------------- | -------------------------------------------------------------------------------- |
| すてきな三角関係 壁際族に花束を （1987.6.2 - 7.7） | 恋に恋して恋きぶん （1987.7.14 - 9.22） 【これまで連続ドラマ】 | ザ・ロードショー ※21:00～22:54 【『月曜ロードショー』を改題移動 ここから単発枠】 |